# Puig Castellar (Pontós)
|  | Per a altres significats, vegeu «Puig Castellar». |

El Puig Castellar és una muntanya de 142 metres que es troba al municipi de Pontós, a la comarca catalana de l'Alt Empordà.